# Emil Reich

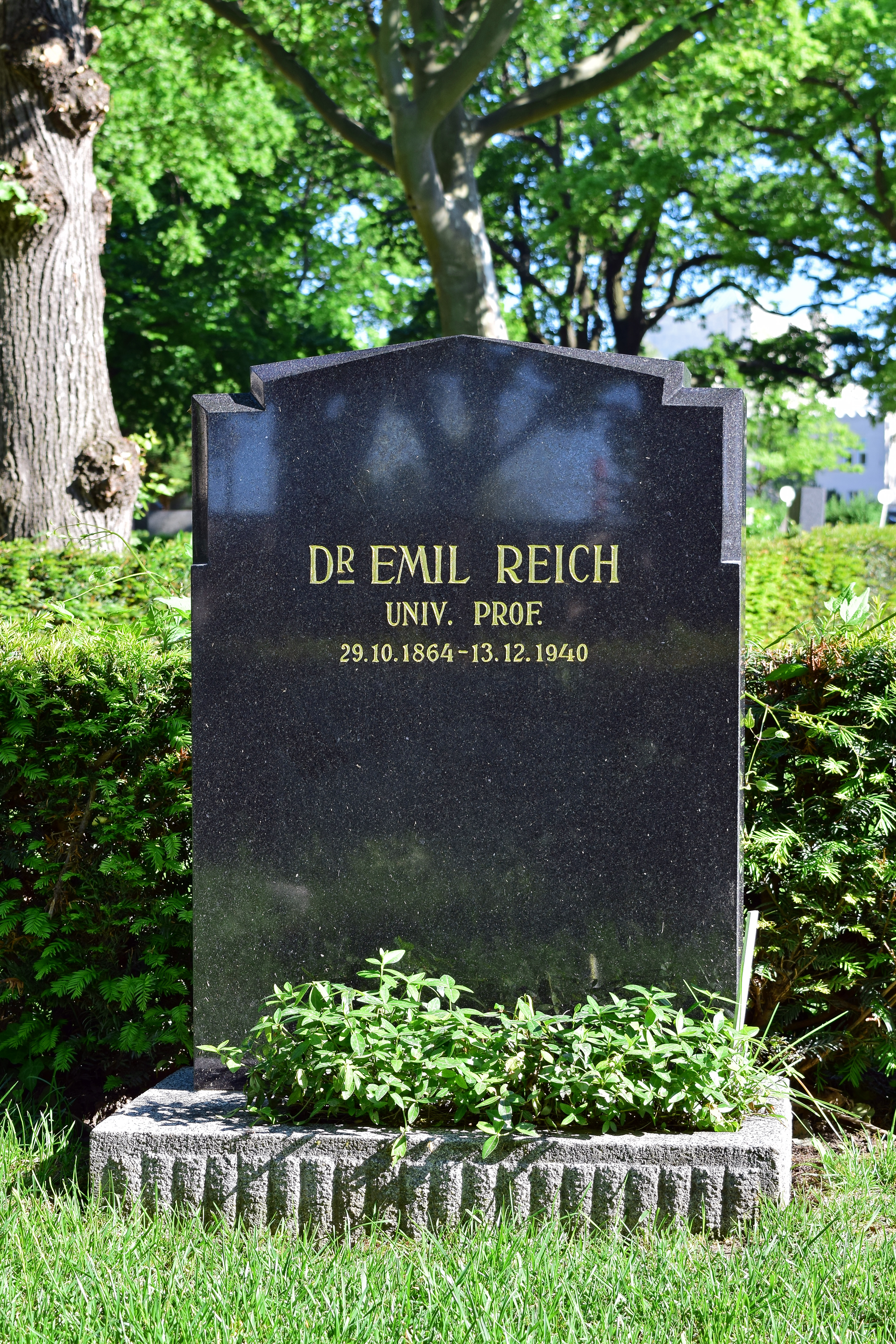
Emil Reichs grav.

Emil Reich, född den 29 oktober 1864 i Koritschan, död den 13 december 1940 i Wien, var en österrikisk litteraturvetare.
Reich var professor i estetik vid Wiens universitet 1904–1933. Han var verksam för universitetsutvidgningen och sekreterare vid Wiens Volksheim och i Grillparzergesellschaft.